# Sigismondo II de Luna
Sigismondo de Luna Moncada (fine del XV secolo – Roma, 1530) è stato un nobile e militare italiano di origine spagnola del XVI secolo.

## Biografia
Nacque presumibilmente alla fine del XV secolo, da Giovanni Vincenzo, IX conte di Caltabellotta, e dalla di lui consorte la nobildonna Diana Moncada e Moncada dei Conti di Adernò e di Caltanissetta, di cui era il primogenito di quattro figli.
Educato alle armi fin da giovanissimo, nel 1517 dovette abbandonare la Sicilia assieme alla sua famiglia, a causa dei tumulti popolari scoppiati a Palermo, capeggiati da Giovan Luca Squarcialupo contro il Viceré. Nel 1523, sposò la nobildonna fiorentina Luisa Salviati, figlia di Jacopo e di Lucrezia de' Medici, sorella di papa Leone X, e l'importanza di questa unione si coglie meglio se la s'inquadra nella politica di potenziamento della famiglia che il padre, il Conte di Caltabellotta, perseguiva ormai da tempo. In questa occasione designava Sigismondo erede del titolo di Conte di Caltabellotta con il feudo ad esso legato e vasti territori appartenenti agli stati di Bivona, Caltavuturo e Sclafani.
Nella città demaniale di Sciacca vi risiedevano le nobili famiglie che possedevano feudi nell'entroterra, ma tra queste primeggiavano per ricchezza e tradizioni i De Luna e i Perollo, tra le quali esistevano rancori e rivalità, e ciò portò alla nascita di due fazioni contrapposte in loro sostegno che di lì a poco furono protagoniste di una sanguinosa faida. Malgrado l'invio da parte del Viceré di Sicilia di Girolamo Statella, barone di Mongialino, giunto nel 1528 a Sciacca per mediare e porre fine allo scontro, nel luglio 1529 il Luna, a capo di trecento tra fanti e cavalieri, partito da Caltabellotta irruppe a Sciacca, ed assaltò e mise a sacco la residenza del Perollo, il Castelvecchio. Nell'assalto fu ucciso Giacomo Perollo, barone di Pandolfina, e con questi anche lo Statella. Il saccheggio della città, durato una settimana, fu spietato: si calcola che il solo saccheggio di Castelvecchio abbia fruttato 100.000 fiorini. Il Perollo tra l'altro era legato al Luna da un rapporto di parentela acquisita, poiché la moglie era Contissella Moncada d'Acugna, sua cugina e figlia dello zio materno Ferdinando.
L'episodio portò inevitabilmente ad un sanguinoso conflitto, noto come il secondo caso di Sciacca. Giunta a Palermo la notizia dell'avvenimento, il Viceré Pignatelli reagì con disposizioni severissime. Le truppe inviate dal Viceré e partite da Messina, comandate da Nicolò Pollastra, maestro giustiziere e presidente della Magna Curia, e da Giovanni Reganati, formate da seicento fanti spagnoli ed una compagnia di duecento cavalieri siciliani, giunsero a Bivona dove furono attaccate dalle milizie del Luna, che uccisero una trentina di uomini. Il Pollastra, giunto poi a Sciacca, dichiarava delitto di lesa maestà quanto avvenuto, e pubblicava editto di condanna a morte contro Sigismondo e dichiarava confiscati a favore del Regio patrimonio tutti i suoi beni. Numerosi nobili simpatizzanti dei Luna furono catturati e imprigionati dalle truppe viceregie nelle carceri di Messina, in cui alcuni trovarono la morte per le torture subite.
Il Luna, assieme alla moglie Luisa, i tre figli avuti da lei ed il padre il Conte Gian Vincenzo, fu costretto a fuggire e riparò a Roma, sotto la protezione di papa Clemente VII, zio della moglie. Clemente VII, in occasione dell'incoronazione dell'imperatore Carlo V d'Asburgo nel 1530, avrebbe chiesto a quest'ultimo di concedere la grazia a Sigismondo, ma l'imperatore si rifiutò di farlo. Il pontefice convinse successivamente l'Imperatore a restituire ai Luna i beni precedentemente confiscati dal Viceré. La decisione dell'Imperatore asburgico di negargli il perdono, che lo costringeva all'esilio perpetuo, avrebbe spinto il Luna, preso da scoramento, a gettarsi nelle acque del Tevere, dove sarebbe morto affogato.

### Matrimoni e discendenza
Sigismondo de Luna Moncada, nobile dei Conti di Caltabellotta, dal suo matrimonio con Luisa Salviati de' Medici, ebbe tre figli:
- Pietro, I duca di Bivona († 1575), che sposò in prime nozze la spagnola Isabel de Vega y Osório, figlia di Juan, signore del Grajal e viceré di Sicilia nel 1547-57, da cui ebbe tre figlie (Aloisia, Bianca, Eleonora), ed in seconde nozze Ángela de la Cerda y Manuel, figlia di Juan, duca di Medinaceli, da cui ebbe un figlio, Giovanni;
- Giulio;
- Giacomo.[1]